# Vladimir 518
Vladimír Brož (* 8. srpna 1978 Hostivice), známý pod přezdívkou Vladimir 518, je český rapper vystupující jak s uskupením Peneři strýčka Homeboye (PSH), tak samostatně, i s dalšími projekty. Věnuje se též tvorbě komiksů, knih, ilustrací a grafik. Zabývá se také architekturou a typografií. Byl vůdčí osobností labelu BiggBoss, který však ukončil činnost na konci roku 2021.

## Život
Vladimír měl benevolentní rodiče. Jeho otec byl muzikant, matka pracovala v tlumočení a překladu. Hrál závodně basketbal a hrál na kytaru. Vyrůstal v okolí Zličína Od roku 1991 se velmi zajímal o metalovou kulturu. V r. 1992 začal tvořit metalový fanzin Skeleton, který tvořil tři roky a vydal asi 12 čísel.
Postupně se od metalu přes hardcore dostal až ke graffiti. Ve 13 letech napsal svůj první nápis na zeď – Törr (název blackmetalové skupiny).
Poprvé byl zatčen zhruba v 15 letech při tagování (společně s writerem Ash 721), přičemž v následujících letech ho rodiče často vyzvedávali na policii. V mládí měl také mnoho potyček se skinheady.
V roce 1996 byl poprvé na podiu v klubu Roxy při open mic. Na stejné akci byl zároveň poprvé na podiu Hugo Toxxx.
Přezdívku Vladimir 518 (Původně psáno Wladimir 518) si zvolil jako odkaz na kořeny graffiti (systém jméno + číslo domu), přičemž 518 je číslo domu ve kterém s rodiči vyrůstal. Přezdívku Kmen získal od spolužáků díky jeho touze žít mimo civilizaci v rámci nějakého kmene (zvažoval např. Mongolsko).
Vystudoval obor umělecký kovář. Na nejmenované vysoké škole byl pouze 3 měsíce.
V roce 1997 odešel z domova do squatu Ladronka, kde vydržel dva roky. Díky životu ve squatu měl jen minimální náklady a soustředil se na práci, zejména na tvorbu komiksů a ilustrací. Vydělával si malováním letáků, malováním graffiti na zakázku a občasně koncerty. Pouze jeden rok pracoval v "běžném zaměstnání" s kamarádem na vrátnici nejmenované školy.
V roce 1998 napsal své první texty spolu s Orionem, se kterým se seznámil díky graffiti.
Až v roce 2009 získal řidičský průkaz.

## Umělecké působení
Vladimir 518 je jeden z nejdéle působících rapperů na české hip hopové scéně, člen skupiny PSH, zakladatel labelu a nakladatelství BiggBoss. Je znám i jako výrazná osobnost graffiti scény, dále jako ilustrátor, komiksový výtvarník či autor scénografií pro experimentální divadelní skupinu TOW. S ní po sérii volných improvizací vytvořil postupně představení Noční můra (2004), Turing Machine (2006) a Teorie (2008).
Byl s Davidem Černým u vzniku MeetFactory. Tvořil různé grafiky a plakáty pro Francouzský institut.
V roce 2005 tvořil cyklus komiksů Výlety s ČSSA pro časopis Era 21, který se věnoval předrevoluční architektuře.
Společně s Davidem Vrbíkem a Ondřejem Anděrou ze skupiny WWW tvoří audiovizuální projekt SPAM. Ten má za sebou několik multižánrových představení, za všechny je možné jmenovat například Karel Gott Prager (2009), BIT (2010) vytvořený speciálně pro fasádu Nové scény, Intepretace černobílých struktur Zdeňka Sýkory (2013) či SMRT (2014). V letech 2014 a 2015 pracoval na převedení knihy Kmeny do šestnáctidílné dokumentární série pro Českou televizi. V roce 2016 pak vyšel třetí díl publikace Kmeny, a to Kmeny 90, mapující subkultury v 90. letech 20. století.
V letech 2011 až 2014 společně s Davidem Böhmem, Jiřím Frantou a Jaroslavem Plachým kreslil a vydával nezávislé komiksové noviny KIX, financované z vlastních zdrojů.
Uspořádal velké množství uměleckých výstav.
Roku 2024 natočil režisér Jan Zajíček podle námětu Vladimira 518 unikátní celovečerní výpravnou sondu do předrevoluční architektonické scény "Architektura ČSSR 58-89"

## Působení v rapu
Díky graffiti se seznámil s Orionem, který již tehdy nahrával a založil skupinu PSH. Později se stal jejím členem.
Na dnes již kultovní kompilaci East Side Unia II. (vydanou pod Terorist?) vyšla v roce 2000 první skladba PSH s názvem Penerský Dezert.
V roce 2001 PSH v sestavě Orion, Vladimir 518 a DJ Richard vydali své debutové album Repertoár (pod Terorist?), které je dodnes velmi oceňované a na kterém se podíleli i další rappeři jako LA4 nebo Indy & Wich. V roce 2006 vydali PSH své druhé album, Rap n' Roll (pod Terorist?). V roce 2008 vydal Vladimír 518 své první sólové album Gorila vs. Architekt, které bylo kritikou velmi dobře přijato a na albu se objevili jména především z labelu Bigg Boss jako Hugo Toxxx, LA4 ale i také český zpěvák Lešek Semelka. V roce 2010 vydali PSH své třetí album, Epilog. V roce 2013 vydal Vladimír album Idiot, na kterém hostovali například český rapper Ektor nebo zpěvák Martin Svátek. V dalších letech Vladimír 518 spolupracoval s jinými rappery jako Ektor, Separ, Moja Reč nebo Pil C. V roce 2017 vydal Vladimir 518 zatím své poslední album Ultra! Ultra! na kterém se objevila spousta nových jmen, jmenovitě Yzomandias (Logic) nebo Pil C. V roce 2017 plánoval Vladimír 518 spolu s rapperem Hugo Toxxem společné LP, které nebylo však kvůli neshodám dokončeno. V roce 2019 vydali PSH zatím své poslední album Debut. V současné době plánuje společnou desku s DJem Wichem. Za svou kariéru spolupracoval s mnoha významnými jmény, mj. DJ Wich, Separ, Rytmus, Ektor, Michael Kocáb, Dara Rolins, Tata Bojs, Roman Holý.

## Názory
Společně s mnoha umělci podpořil v roce 2013 akci Jděte volit iniciativy Nikagdá nězabuděm, která varovala před návratem komunistů a vyzývala občany jít volit. Ve volbách podpořil Stranu Zelených. 
Kritizuje neregulovaný turismus v centru Prahy a grafický smog.
Vymezuje se proti rasismu a xenofobii. Podporuje síť antifa.

## Dílo

### Hudba

#### Vlastní diskografie
- Gorila vs. Architekt (2008)
- Flashback (mixtape CD) (2012)
- Idiot (2013)
- !! (mixtape CD) (2017)
- Ultra! Ultra! (2017)

#### Společná diskografie
- PSH – Repertoár (2001)
- PSH – Rap'n'Roll (2006)
- PSH – Epilog (2011)
- PSH – Debut (2019)
- Vladimir 518 & 7krát3 – White Boy (2025)

- Vladimir 518 & DJ Wich (společná deska) (202?)

Na album coverů Davida Kollera David Koller & Friends (2016) nahrál píseň Chci zas v tobě spát.

### Knihy
- 2666 Praha Odyssey (2006) – první kniha vydaná pod BigBoss, vlastní ilustrace
- Kmeny (2011)
- Město = Médium (2012)
- Kmeny 0 (2013)
- Obsese (2015)
- Heavy Metal Milovice (2016)
- Kmeny 90 (2016)
- Babylon (2018)
- Mambo? Poa! Zanzibar (2019)
- Architektura 58-89 (2022, dotisk 2023)

### Komiksy
- Mazlíčci (barva, 1 strana; Quo, č. 30, 1999)
- One, Two, Three (koláž, 3 strany; Stripburger, 2001)
- My Victory is Your Salvation (barva, 3 strany; Živel, č. 21, 2002 a Lo Down, 2001)
- Freddie´s Opportunity (černobílé, 6 stran; Aargh, č. 3, 2002)
- Nice Day in a Machine (koláž, 3 strany; Lo Down, č. 32, 2002)
- Výlety s ČSSA (Era, 2005)
- Kraus 518 (Kraus, 2012)

### Ilustrace
- W.S.Burrougs – Západní země (2004)